# 北清水雄太
北清水 雄太（きたしみず ゆうた、1978年3月23日 - ）は日本のシンガーソングライター、ボーカリスト、ギタリスト、作詞家、作曲家であり、デュオサスケのボーカル、ギター、ハーモニカ、担当。

## 来歴
- 2000年奥山裕次とフォークデュオ「サスケ」結成。
- 2009年4月サスケ解散後、2009年4月22日にソロ活動を開始。
- 2011年1月19日ソロアルバム「夢を舞う、それぞれのカイト」を発売。
- 2014年 サスケを再結成した[1]。
- 2022年8月21日、sasuke-yutaとして初のソロフルアルバムをクラウンドファンディングにて制作すると発表した。

## 人物
- 埼玉県入間郡毛呂山町出身。三つ子。
- 毛呂山町立川角中学校、旧埼玉県立毛呂山高等学校卒業。後者では奥山裕次と同級生。
- サスケの殆どの楽曲の作詞作曲を行い、ギター、ハーモニカ、メインボーカルを担当。
- 競泳の瀬戸大也選手、中学校の後輩でもある元PASSPO☆の根岸愛と共にサスケとして毛呂山町の観光大使を2015年より勤めている。

## 主なライブ
- 北清水雄太1dayライブ！弾き語りSide～夏の恋人～（2010年08月29日）
- 北清水雄太1dayライブ！バンドSide～流星群～（2010年08月29日）
- 大宮アルシェ 凱旋ライブ（2011年01月23日）
- 北清水雄太 ～LAZONA Friday Music Night（2011年02月04日）
- 北清水雄太 MINI LIVE&サイン会（2011年02月05日）
- 夢を舞う、それぞれのカイト（2011年02月22日）
- 北清水雄太Guitar＆Harmonica～北清水雄太生誕祭♪～（2011年03月26日）
- 北清水雄太ワンマンライブ「シェフはシェフでも、やっぱりあいつは歌作りのシェフだったんだ！！」（2011年07月02日）
- 北清水雄太ワンマンライブ「ラフスケッチ1～レコ発シリーズ京都編～」（2011年10月22日）
- 北清水雄太ワンマンライブ「～jukebox vol.1～ファンリクエスト&ラフスケッチ1レコ発シリーズFINAL」（2011年11月26日）
- 北清水雄太 アコースティック2012（2012年02月04日）
- 東日本大震災チャリティライブ2013 『愛を歌おう』（2013年03月11日）
- 北清水雄太 自分を祝うバースデーライブ♪～めでたく25歳になりました?!～（2013年03月23日）
- 北清水雄太ワンマンライブ 「夏の納涼歌祭りvol.1～すずみませんか」（2013年08月31日）
- 北清水雄太ワンマンライブ2014 「また、いつか」（2014年02月02日）